# نادي ويمبلدون
نادي ويمبلدون لكرة القدم (بالإنجليزية: Wimbledon Football Club)‏ هو نادي كرة قدم إنجليزي أٌسس عام 1889 وتم حله عام 2004.